# 大場正明
大場 正明（おおば まさあき 1957年 -）は、日本の映画評論家。横浜市出身。中央大学法学部卒業。『SWITCH』、『エスクァイア』などを主な執筆の場とする。アメリカ文化に詳しく、サバービア（郊外）についての考察を絡めた映画評が出色である。映画以外にも、ブルース関連書の共訳、フィリップ・ディックについての研究書の共訳、フリークスについてのレスリー・フィードラーの著書の伊藤俊治らとの共訳もある。
趣味は、登山、写真、料理。

## 著作

### 単著
- 『サバービアの憂鬱　アメリカン・ファミリーの光と影』（東京書籍）/ 新版・角川新書

『ブルーベルベット』『シザーハンズ』『ヘザース』『アップルゲイツ』『泳ぐひと』『普通の人々』そしてジョン・ウォーターズ諸作品などに表れる、”郊外的なもの”を考察した。
- 『アメリカ映画主義　もうひとつのU.S.A』（フィルムアート社）

インディーズとメジャーの新たな関係に注目

### 共訳
- 『フリークス 秘められた自己の神話とイメージ』 レスリー・フィードラー、伊藤俊治・旦敬介共訳　（青土社）、新版刊
- 『フィリップ・K・ディックの世界　消える現実』 ポール・ウィリアムズ、小川隆共訳（ペヨトル工房）、新版・河出書房新社
- 『ブルースに焦がれて』ピート・ウェルディング＆トビー・バイロン (編)、小川隆共訳（大栄出版）